# Базур, Ришедли
Ришедли Гилермо Базур (нидерл. Riechedly Guillermo Bazoer; род. 12 октября 1996, Утрехт) — нидерландский футболист, опорный полузащитник турецкого клуба «Коньяспор». Выступал в сборной Нидерландов.

## Клубная карьера

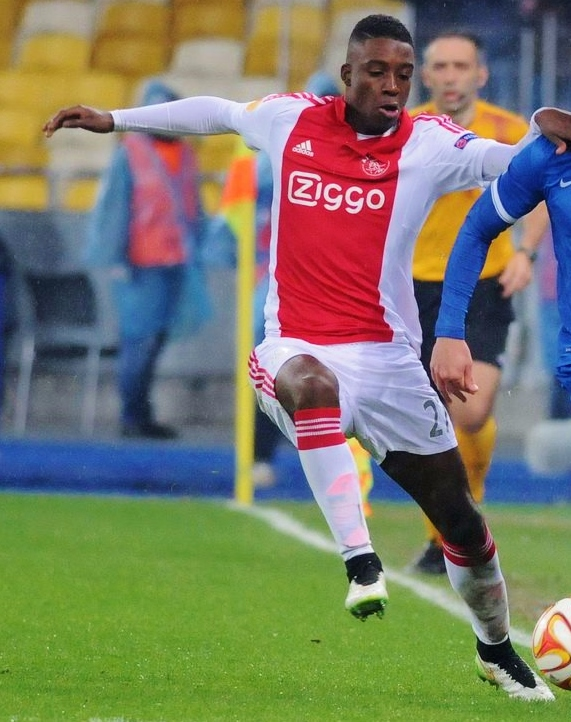
Базур в составе «Аякса»

Ришедли начал заниматься футболом в любительской команде УСВ «Элинквейк» из родного Утрехта. В 2006 году он был принят в футбольную академию клуба ПСВ. Его удачные выступления за молодёжную команду заинтересовали многие европейские клубы. Интерес к полузащитнику проявляли английские «Манчестер Сити», «Челси», «Асенал» и «Ньюкасл Юнайтед». Базур решил остаться в Нидерландах и выбрал предложение амстердамского «Аякса». 6 декабря 2014 года в матче против «Виллем II» он дебютировал в Эредивизи, заменив в начале второго тайма Лукаса Андерсена. 15 февраля 2015 года в поединке против «Твенте» Ришедли забил свой первый гол за «Аякс». 19 марта в матче Лиги Европы против украинского «Днепра» он забил гол. В апреле 2015 года Ришедли продлил контракт до июня 2020 года.
14 декабря 2016 года немецкий клуб «Вольфсбург» объявил о подписании контракта с Базуром, срок которого рассчитан до 30 июня 2021 года. Сумма трансфера составила 12 млн евро. 12 февраля в матче против «Хоффенхайма» он дебютировал в Бундеслиге. В дебютном сезоне за «волков» провёл 12 матчей в чемпионате, а также сыграл один матч в кубке страны против «Баварии». Летом 2018 года Базур на правах аренды перешёл в португальский «Порту». В июле 2019 года подписал трёхлетний контракт с «Витессом».
11 сентября 2024 года перешёл в турецкий «Коньяспор», подписав двухлетний контракт до середины 2026 года. 14 сентября дебютировал в чемпионате Турции в гостевом матче против «Самсунспора».

## Международная карьера
В 2012 году Ришедли в составе юношеской сборной Нидерландов выиграл юношеский чемпионат Европы в Словении. На турнире он сыграл в матчах против команд Бельгии, Польши, Грузии и Германии.
В начале 2013 года Федерация футбола Кюрасао предлагала Базуру защищать цвета страны на молодёжном кубке КОНКАКАФ в Мексике, так как Ришедли имеет кюрасаосские корни. Базур отказался, мотивируя своё решение выступать за Нидерланды.
13 ноября 2015 года в товарищеском матче против сборной Уэльса Базур дебютировал за сборную Нидерландов, заменив во втором тайме Йорди Класи.

## Достижения
Нидерланды (до 17)
- Юношеский чемпионат Европы — 2012

## Статистика выступлений

### Клубная карьера
| Клуб             | Сезон            | Лига | Лига | Кубок | Кубок | Европейские кубки | Европейские кубки | Прочие | Прочие | Итого | Итого |
| Клуб             | Сезон            | Игры | Голы | Игры  | Голы  | Игры              | Голы              | Игры   | Голы   | Игры  | Голы  |
| ---------------- | ---------------- | ---- | ---- | ----- | ----- | ----------------- | ----------------- | ------ | ------ | ----- | ----- |
| Йонг Аякс        | 2013/14          | 21   | 0    | —     | —     | —                 | —                 | —      | —      | 21    | 0     |
| Йонг Аякс        | 2014/15          | 13   | 1    | —     | —     | —                 | —                 | —      | —      | 13    | 1     |
| Йонг Аякс        | Итого            | 34   | 1    | —     | —     | —                 | —                 | —      | —      | 34    | 1     |
| Аякс             | 2014/15          | 17   | 1    | 1     | 0     | 4                 | 1                 | —      | —      | 22    | 2     |
| Аякс             | 2015/16          | 29   | 5    | 2     | 0     | 8                 | 0                 | —      | —      | 39    | 5     |
| Аякс             | 2016/17          | 5    | 0    | 2     | 1     | 3                 | 0                 | —      | —      | 10    | 1     |
| Аякс             | Итого            | 51   | 6    | 5     | 1     | 15                | 1                 | —      | —      | 71    | 8     |
| Вольфсбург       | 2016/17          | 12   | 0    | 1     | 0     | —                 | —                 | —      | —      | 13    | 0     |
| Вольфсбург       | 2017/18          | 13   | 0    | 0     | 0     | —                 | —                 | —      | —      | 13    | 0     |
| Вольфсбург       | Итого            | 25   | 0    | 1     | 0     | —                 | —                 | —      | —      | 26    | 0     |
| → Порту          | 2018/19          | 0    | 0    | 1     | 0     | 0                 | 0                 | —      | —      | 1     | 0     |
| → Порту          | Итого            | 0    | 0    | 1     | 0     | 0                 | 0                 | —      | —      | 1     | 0     |
| → Порту B        | 2018/19          | 2    | 0    | —     | —     | —                 | —                 | —      | —      | 2     | 0     |
| → Порту B        | Итого            | 2    | 0    | —     | —     | —                 | —                 | —      | —      | 2     | 0     |
| → Утрехт         | 2018/19          | 12   | 3    | —     | —     | —                 | —                 | 2      | 0      | 14    | 3     |
| → Утрехт         | Итого            | 12   | 3    | —     | —     | —                 | —                 | 2      | 0      | 14    | 3     |
| Витесс           | 2019/20          | 22   | 3    | 3     | 0     | —                 | —                 | —      | —      | 25    | 3     |
| Витесс           | 2020/21          | 29   | 5    | 5     | 0     | —                 | —                 | —      | —      | 34    | 5     |
| Витесс           | 2021/22          | 26   | 1    | 3     | 0     | 12                | 0                 | —      | —      | 41    | 1     |
| Витесс           | Итого            | 77   | 9    | 11    | 0     | 12                | 0                 | —      | —      | 100   | 9     |
| АЗ               | 2022/23          | 16   | 0    | 1     | 0     | 8                 | 0                 | —      | —      | 25    | 0     |
| АЗ               | 2023/24          | 30   | 0    | 3     | 0     | 9                 | 0                 | —      | —      | 42    | 0     |
| АЗ               | 2024/25          | 1    | 0    | 0     | 0     | 0                 | 0                 | —      | —      | 1     | 0     |
| АЗ               | Итого            | 47   | 0    | 4     | 0     | 17                | 0                 | —      | —      | 68    | 0     |
| Коньяспор        | 2024/25          | 25   | 2    | 3     | 0     | —                 | —                 | —      | —      | 28    | 2     |
| Коньяспор        | Итого            | 25   | 2    | 3     | 0     | —                 | —                 | —      | —      | 28    | 2     |
| Всего за карьеру | Всего за карьеру | 273  | 21   | 25    | 1     | 44                | 1                 | 2      | 0      | 344   | 23    |

### Список матчей за сборную
| Матчи Базура за сборную Нидерландов | Матчи Базура за сборную Нидерландов | Матчи Базура за сборную Нидерландов | Матчи Базура за сборную Нидерландов | Матчи Базура за сборную Нидерландов | Матчи Базура за сборную Нидерландов |
| ----------------------------------- | ----------------------------------- | ----------------------------------- | ----------------------------------- | ----------------------------------- | ----------------------------------- |
| №                                   | Дата                                | Соперник                            | Счёт                                | Голы Базура                         | Соревнование                        |
| 1                                   | 13 ноября 2015                      | Уэльс                               | 3:2                                 | —                                   | Товарищеский матч                   |
| 2                                   | 25 марта 2016                       | Франция                             | 2:3                                 | —                                   | Товарищеский матч                   |
| 3                                   | 29 марта 2016                       | Англия                              | 2:1                                 | —                                   | Товарищеский матч                   |
| 4                                   | 27 мая 2016                         | Ирландия                            | 1:1                                 | —                                   | Товарищеский матч                   |
| 5                                   | 1 июня 2016                         | Польша                              | 2:1                                 | —                                   | Товарищеский матч                   |
| 6                                   | 4 июня 2016                         | Австрия                             | 2:0                                 | —                                   | Товарищеский матч                   |

Итого: 6 матчей / 0 голов; 4 победы, 1 ничья, 1 поражение.